# Luigi Picchi
Luigi Picchi (Sairano, 27 settembre 1899 – Como, 12 agosto 1970) è stato un organista e compositore italiano di brani prevalentemente sacri e liturgici.

## Biografia
Iniziato alla musica dal padre Faustino, organista autodidatta, continua gli studi a Pavia con don Giovanni Baroni e Franco Vittadini, e successivamente al Conservatorio Giuseppe Verdi di Milano con Ettore Pozzoli (teoria e solfeggio), Guglielmo Andreoli (pianoforte), Costante Adolfo Bossi, Luigi Cervi, Arnaldo Galliera e Pietro Bognetti (organo), Luigi Mapelli e Giulio Cesare Paribeni (armonia e contrappunto), Vincenzo Ferroni (composizione) e Giulio Bas (canto gregoriano). Dopo aver lavorato come maestro sostituto in alcune stagioni liriche, nel 1928 vince il concorso di Organista e Maestro di Cappella presso il Duomo di Como, incarico che ricoprirà per quarantadue anni, fino alla sua morte.
Contemporaneamente insegna nel Seminario di Como, dove ha tra i suoi allievi Antonino Maugeri, e, dal 1935 al 1968, anche nel Seminario di Lugano, dove ha tra i suoi allievi don Luigi Agustoni. I due musicisti collaboreranno a lungo nel campo della composizione della musica liturgica, e insieme con il maestro Luigi Cansani, sono autori nel 1953 dei canti Ordinari per la Santa Messa, i primi con il testo in lingua italiana, eseguiti nella chiesa luganese di San Nicolao della Flüe.
Nell'arco della vita dirige alcune riviste a carattere musicale: il mensile L'organista liturgico (dal gennaio 1932 al luglio 1943) e Fiori dell'organo (dal 1968) per la casa editrice Carrara, Laus Decora, rivista che si occupa di canto liturgico e di musica organistica (dal 1954 al 1967).
La sua attività compositiva si concentra sulla musica sacra con molti brani adatti a occasioni liturgiche diverse: moltissime sono infatti le sue opere vocali, pubblicate in parte con le Edizioni Carrara, le Edizioni Schola e Ricordi. A lui si deve la diffusione, nel 1938, del canto Astro del ciel, su testo italiano di don Angelo Meli, elaborato per diverse formazioni corali e strumentali.
A Luigi Picchi sono intitolati molti cori liturgici d'Italia, una scuola diocesana ed una strada nel Comune di Como.

## Opere

### Canti liturgici
Don Ilario Cecconi (1912-2008) a due anni dalla morte del Picchi portò a termine un'opera di raccolta di tutti i suoi canti per coro a una voce su testo italiano pubblicato  in Luigi Picchi, Gioiosi cantiamo - Repertorio di canti all'unisono per le diverse ricorrenze dell'anno liturgico, a cura di Ilario Cecconi, Bergamo, Edizioni Carrara, 1972.
Segue uno sparuto elenco a mero titolo informativo:
- Te Deum (1924)
- Missionaria di Maria - Inno del trentennio di Fondazione delle Suore Missionarie dell'Immacolata Regina della Pace (1930)
- O sacro convito (1951)
- Signore di spighe indori (1951)
- Inni al glorioso santo
- Esultino i cori celesti (1951/2)
- Di tutti i santi (1951/2)
- Lontano dal tuo volto (1970)
- O Divina Eucaristia - Inno del Congresso eucaristico di Como (settembre 1932)
- Cantiamo al Signore glorioso
- O del Rosario
- Ti preghiam con viva fede
- O Tempio dell'Altissimo
- Rallegriamoci tutti
- In Paradiso ti conducano
- Venite in aiuto
- Vive il mio Redentore
- Gioiosi, cantiamo
- Venite, adoriamo
- Salve dolce Creatura
- Assumpta est Maria
- Ave stella fulgida
- Betlemme! - Pastorale per coro a 4 voci ineguali o miste
- Ecco il grande Pontefice
- Ho esaltato - Canto per l'ingresso del Vescovo
- Laudate Dominum
- Vieni Spirito Consolatore
- O Spirito Paraclito
- A Te s'elevi la nostra preghiera
- O Sacro Cuor amabile
- O Figlio dell'Altissimo
- Iddio ringraziamo
- Il Tempio tuo adorabile
- Ha dato loro un pane
- D'antica stirpe nobile - A S. Giuseppe
- O San Michele principe
- Il Divin Figlio
- Ecce Sacerdos magnus - Per coro a 3 voci uguali
- Juravit Dominus - Mottetto per coro a 3 voci miste o uguali
- Laude al S. Cuore
- Laude a S. Anna
- Tota pulchra es Maria -Mottetto per coro a 3 voci uguali con Alti ad libitum
- Panis angelicus - Mottetto per coro a 3 voci uguali
- Regina caeli laetare - Antifona per coro a 2 voci uguali
- Illumina, Domine - Mottetto missionario per coro a 2 voci uguali
- Pietà per i fedeli defunti (o Preghiera per i defunti) - Preghiera per coro a 1 voce di popolo o per coro a 4 voci miste
- Alla Madonna del Sangue (del Santuario di Re) - Preghiera per coro a 1 voce di popolo
- Te Deum laudamus - Tre moduli per coro a 3 voci virili, con voce di ragazzo ad libitum, alternati col gregoriano.
- O sacrum Convivium
- Tu es Petrus - Per coro a 3 voci miste
- Dall'abisso del peccato
- Celeste Padre
- Venite adoriamo
- Nel cuor del silenzio profondo
- O popolo di Dio
- Signore Iddio
- Pange lingua
- In memoria di Gesù Cristo - Canto per dopo la consacrazione in "Canti per la Messa letta"
- Or sull'altar presente - Canto per dopo la consacrazione in "Canti per la Messa letta"
- Memori della beata Passione - Canto per dopo la consacrazione in "Canti per la Messa letta"
- A Te Signore - Canto per dopo la consacrazione in "Canti per la Messa letta"
- La tua memoria - Canto per dopo la consacrazione in "Canti per la Messa letta"
- Gustate e vedete - Canto per dopo la comunione in "Canti per la Messa letta"
- Chi mangia la mia carne - Canto per dopo la comunione in "Canti per la Messa letta"
- Infondi nei nostri cuori - Canto per dopo la comunione in "Canti per la Messa letta"
- Signore ci prepari una mensa - Canto per dopo la comunione in "Canti per la Messa letta"
- Ti abbiamo ricevuto - Canto per dopo la comunione in "Canti per la Messa letta"
- L'hai fatto poco meno di un angelo
- Chi potrà salire il monte del Signore
- Sei tu la mia speranza
- Veni sponsa Christi
- Soffio di vita
- Per te dolcissima - Inno a S. Rita
- Vieni in noi
- Nello Spirito Santo e nell'acqua

### Messe
- Messa da Requiem per coro e orchestra (1922)
- Messa "Cristo risusciti" (1932)
- Messa Italica (1940)
- Messa "Christus vincit" (1941)
- Messa "Rex Pacificus" (1945)
- Messa "S. Nicolao della Flüe" (1946)
- Messa "Misericors Deus" (1948)
- Messa "San Pio X" (1953)
- Messa "Auxilium Christianorum" (1960)
- Messa "Apostolica"
- Messa "Vaticano II" (1965)

### Altre composizioni
- 24 Preludi e Postludi su temi gregoriani per organo
- Notturno per pianoforte e violino (1920)
- Il divino infante - Rappresentazione sacra in 1 atto di 3 quadri con recitazione, declamazioni e canti per fanciulli e fanciulle
- La stella cometa - Scenetta pastorale natalizia in recitazione e canto per fanciulli

### Manuali didattici
- Luigi Picchi, Musica Antica - La scuola classica del giovane organista, ed.  Carrara Bergamo, 1942.
- Luigi Picchi, Metodo teorico pratico per lo studio del pianoforte, ed.  Carrara.
- Luigi Picchi, Metodo teorico pratico per lo studio dell'armonio, ed.  Carrara.
- Luigi Picchi, Scuola moderna di teoria, ed.  Carrara.
- Luigi Picchi, Corso di solfeggio musicale, ed.  Carrara.

## Discografia
- 1999 - Sacred Songs: George Frideric Handel, Albert Hay Malotte, Nicholas Brodszky, Luigi Picchi, Lorenzo Perosi (Nuova Era)
- 2002 - "Salve Regina - Brani mariani per organo" (Paoline Editoriale Audiovisivi)
- 2003 - "Inni e canti - Antologia di canti popolari religiosi" (Acuta cum gravibus - La Bottega Discantica)
- 2012 - "Luigi Picchi: opere corali e organistiche" (Carrara)
- 2023 - "Luigi Picchi: Organ Music - Paolo Bottini" (2 cd «Brilliant Classics»)